# Dalberg

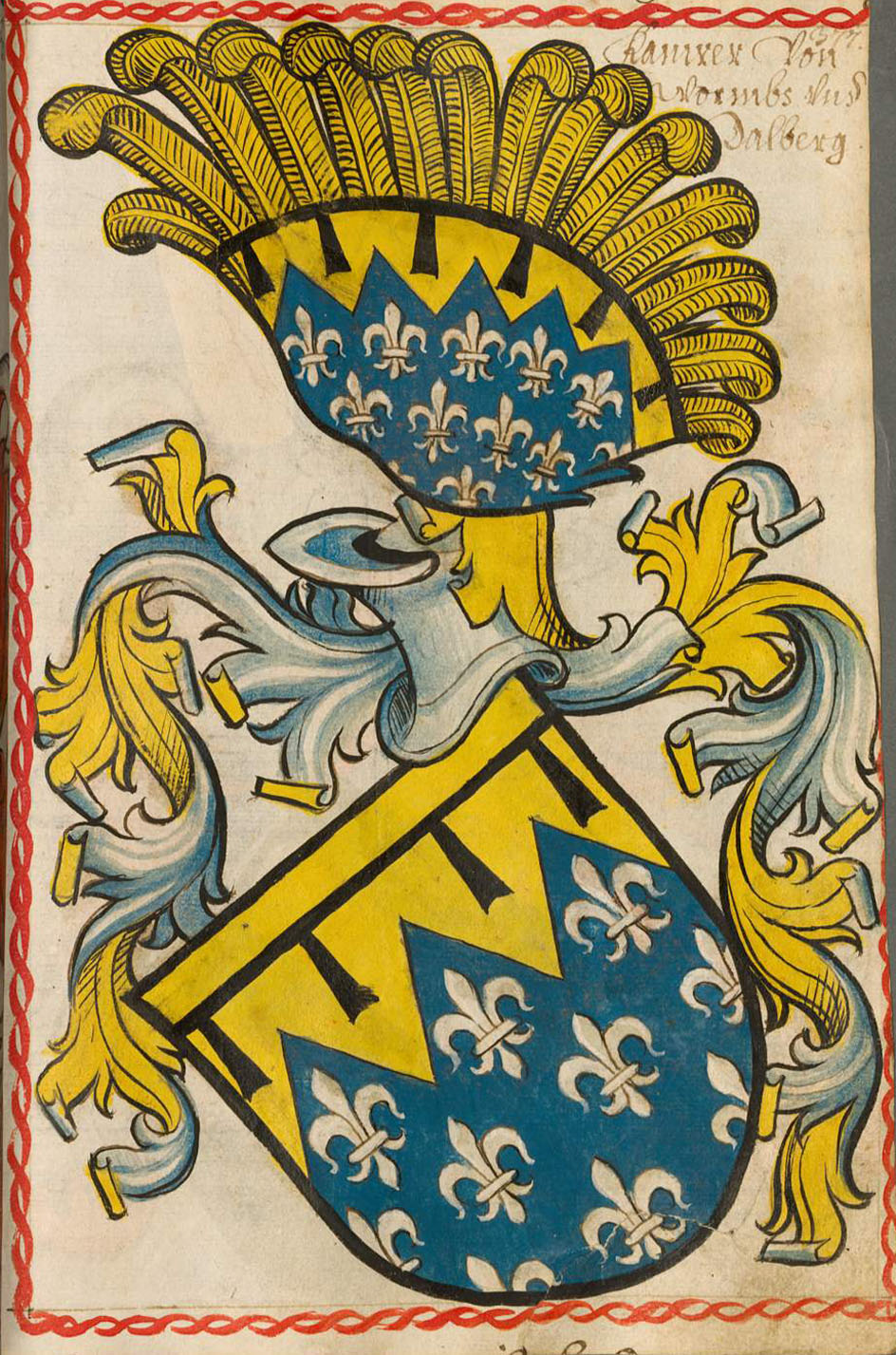
Escudo de armas de la familia Dalberg.

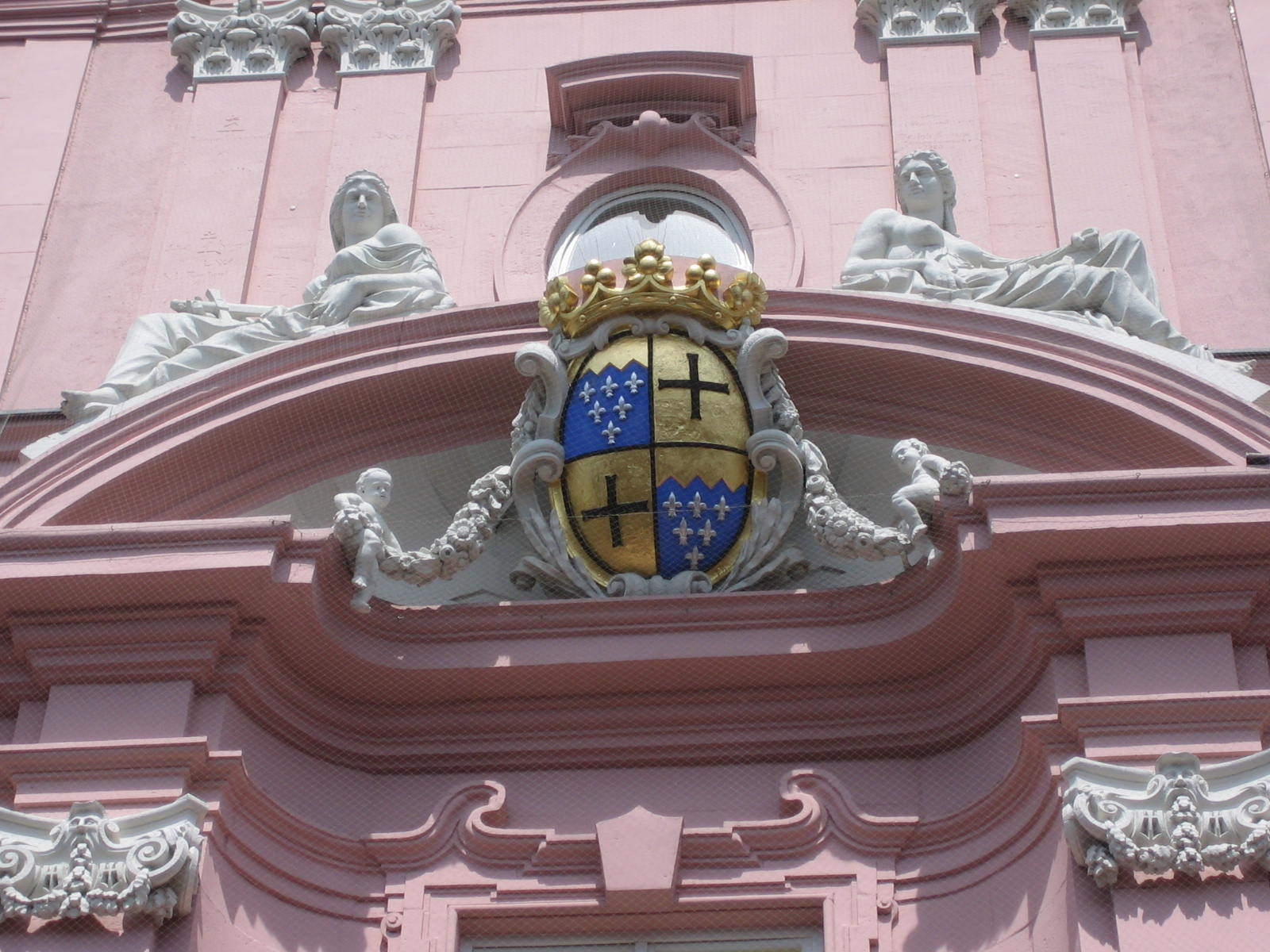
Armas de la familia Dalberg en el “Dalberger Hof” en Maguncia.

Dalberg es el nombre de una familia noble alemana, derivado de la aldea y castillo (en la actualidad en ruinas) de Dalberg o Dalburg, cerca de Bad Kreuznach en Renania-Palatinado. En el siglo XIV, la casa original de Dalberg se extinguió por la línea masculina y los feudos pasaron a manos de Johann Gerhard, chambelán del episcopado de Worms, quien se casó con la heredera de su primo Anton de Dalberg, en torno a 1330. 

## Miembros seculares más famosos
1. Johann von Dalberg (1445-1503).
2. Wolfgang von Dalberg (1538-1601), arzobispo-elector de Maguncia de 1582 a 1601.
3. Karl Theodor von Dalberg (1744-1817), arzobispo-elector de Maguncia, archicanciller del Sacro Imperio Romano Germánico y, posteriormente, el único príncipe primado de la Confederación del Rin napoleónica y Gran Duque de Fráncfort
4. Wolfgang Heribert von Dalberg (1750-1806).
5. Emmerich Joseph, duc de Dalberg (1773-1833).

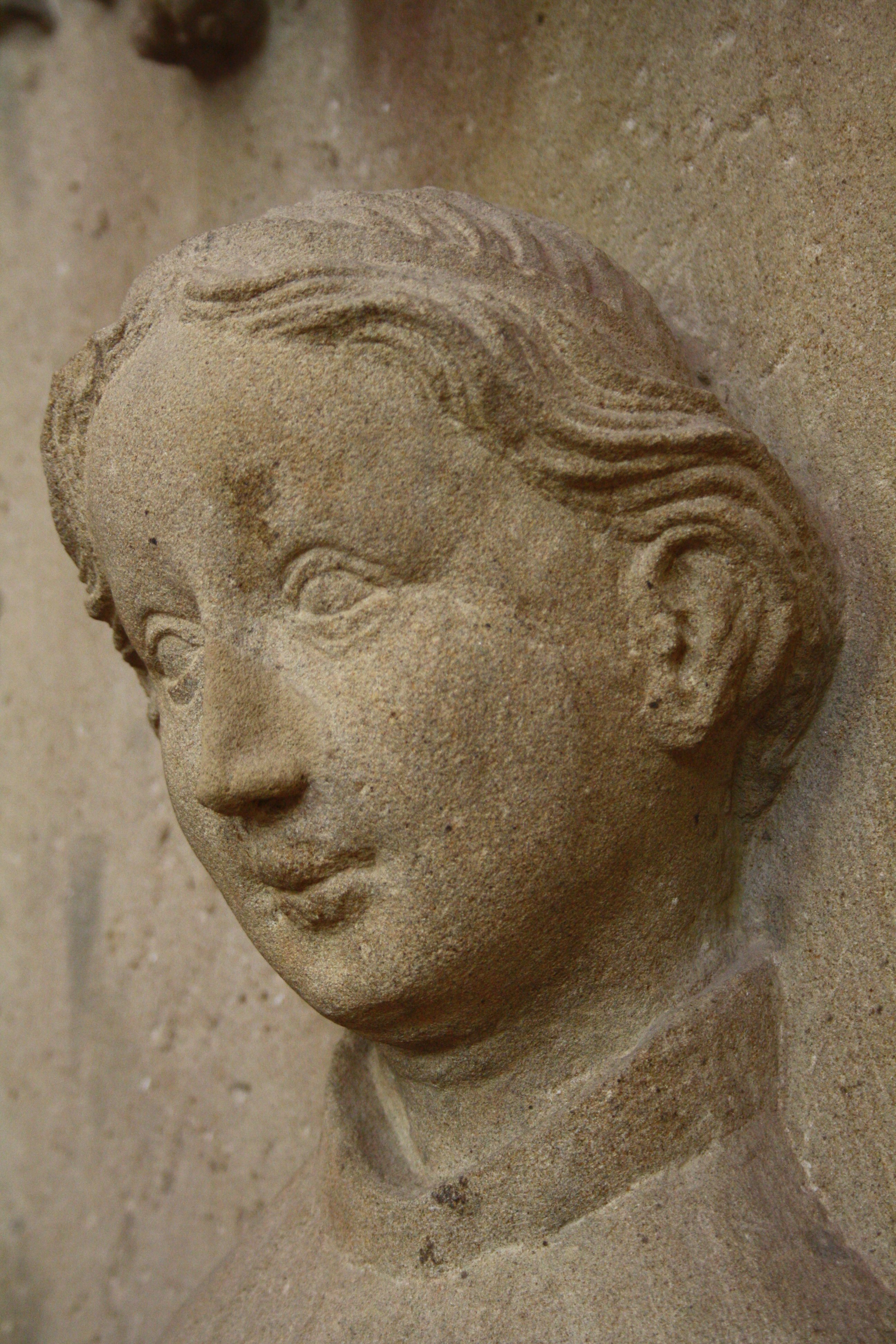
Epitafio de Ana de Dalberg, iglesia Katharinenkirche Oppenheim

## Árbol genealógico
|                                                                    |                                                                    |                                                                    |                                                                    |                                                                    |                                                                    |                                   |                                   |                                             |                                             |                                             |                                             | Franz Heinrich (1716 † 1776) Freiherr von Dalberg |                                             |                          |                          |                          |                          |  |  |                                                               |                                                               |                                                               |                                                               |                                                               |                                                               |  |  |                                          |                                          |                                          |                                          |                                          |                                          |  |  |  |  |  |  |  |  |  |  |  |  |  |  |  |  |  |  |  |  |  |  |  |  |  |  |
|                                                                    |                                                                    |                                                                    |                                                                    |                                                                    |                                                                    |                                   |                                   |                                             |                                             |                                             |                                             |                                                   |                                             |                          |                          |                          |                          |  |  |                                                               |                                                               |                                                               |                                                               |                                                               |                                                               |  |  |                                          |                                          |                                          |                                          |                                          |                                          |  |  |  |  |  |  |  |  |  |  |  |  |  |  |  |  |  |  |  |  |  |  |  |  |  |  |
|                                                                    |                                                                    |                                                                    |                                                                    |                                                                    |                                                                    |                                   |                                   |                                             |                                             |                                             |                                             |                                                   |                                             |                          |                          |                          |                          |  |  |                                                               |                                                               |                                                               |                                                               |                                                               |                                                               |  |  |                                          |                                          |                                          |                                          |                                          |                                          |  |  |  |  |  |  |  |  |  |  |  |  |  |  |  |  |  |  |  |  |  |  |  |  |  |  |
| Karl Theodor Anton Maria von Dalberg (1744-1817)                   | Karl Theodor Anton Maria von Dalberg (1744-1817)                   | Karl Theodor Anton Maria von Dalberg (1744-1817)                   | Karl Theodor Anton Maria von Dalberg (1744-1817)                   | Karl Theodor Anton Maria von Dalberg (1744-1817)                   | Karl Theodor Anton Maria von Dalberg (1744-1817)                   |                                   |                                   | Maria Anna Sophia von Dalberg (1745-1804)   | Maria Anna Sophia von Dalberg (1745-1804)   | Maria Anna Sophia von Dalberg (1745-1804)   | Maria Anna Sophia von Dalberg (1745-1804)   | Maria Anna Sophia von Dalberg (1745-1804)         | Maria Anna Sophia von Dalberg (1745-1804)   |                          |                          |                          |                          |  |  | Wolfgang Heribert von Dalberg (1750-1806)                     | Wolfgang Heribert von Dalberg (1750-1806)                     | Wolfgang Heribert von Dalberg (1750-1806)                     | Wolfgang Heribert von Dalberg (1750-1806)                     | Wolfgang Heribert von Dalberg (1750-1806)                     | Wolfgang Heribert von Dalberg (1750-1806)                     |  |  | Johann Friedrich von Dalberg (1760-1812) | Johann Friedrich von Dalberg (1760-1812) | Johann Friedrich von Dalberg (1760-1812) | Johann Friedrich von Dalberg (1760-1812) | Johann Friedrich von Dalberg (1760-1812) | Johann Friedrich von Dalberg (1760-1812) |  |  |  |  |  |  |  |  |  |  |  |  |  |  |  |  |  |  |  |  |  |  |  |  |  |  |
| Karl Theodor Anton Maria von Dalberg (1744-1817)                   | Karl Theodor Anton Maria von Dalberg (1744-1817)                   | Karl Theodor Anton Maria von Dalberg (1744-1817)                   | Karl Theodor Anton Maria von Dalberg (1744-1817)                   | Karl Theodor Anton Maria von Dalberg (1744-1817)                   | Karl Theodor Anton Maria von Dalberg (1744-1817)                   |                                   |                                   | Maria Anna Sophia von Dalberg (1745-1804)   | Maria Anna Sophia von Dalberg (1745-1804)   | Maria Anna Sophia von Dalberg (1745-1804)   | Maria Anna Sophia von Dalberg (1745-1804)   | Maria Anna Sophia von Dalberg (1745-1804)         | Maria Anna Sophia von Dalberg (1745-1804)   |                          |                          |                          |                          |  |  | Wolfgang Heribert von Dalberg (1750-1806)                     | Wolfgang Heribert von Dalberg (1750-1806)                     | Wolfgang Heribert von Dalberg (1750-1806)                     | Wolfgang Heribert von Dalberg (1750-1806)                     | Wolfgang Heribert von Dalberg (1750-1806)                     | Wolfgang Heribert von Dalberg (1750-1806)                     |  |  | Johann Friedrich von Dalberg (1760-1812) | Johann Friedrich von Dalberg (1760-1812) | Johann Friedrich von Dalberg (1760-1812) | Johann Friedrich von Dalberg (1760-1812) | Johann Friedrich von Dalberg (1760-1812) | Johann Friedrich von Dalberg (1760-1812) |  |  |  |  |  |  |  |  |  |  |  |  |  |  |  |  |  |  |  |  |  |  |  |  |  |  |
|                                                                    |                                                                    |                                                                    |                                                                    |                                                                    |                                                                    |                                   |                                   |                                             |                                             |                                             |                                             |                                                   |                                             |                          |                          |                          |                          |  |  |                                                               |                                                               |                                                               |                                                               |                                                               |                                                               |  |  |                                          |                                          |                                          |                                          |                                          |                                          |  |  |  |  |  |  |  |  |  |  |  |  |  |  |  |  |  |  |  |  |  |  |  |  |  |  |
|                                                                    |                                                                    |                                                                    |                                                                    | Philipp von der Leyen (1766-1829)                                  | Philipp von der Leyen (1766-1829)                                  | Philipp von der Leyen (1766-1829) | Philipp von der Leyen (1766-1829) | Philipp von der Leyen (1766-1829)           | Philipp von der Leyen (1766-1829)           |                                             |                                             | Maria Sophie (1769-1834)                          | Maria Sophie (1769-1834)                    | Maria Sophie (1769-1834) | Maria Sophie (1769-1834) | Maria Sophie (1769-1834) | Maria Sophie (1769-1834) |  |  | Emmerich Joseph von Dalberg                                   | Emmerich Joseph von Dalberg                                   | Emmerich Joseph von Dalberg                                   | Emmerich Joseph von Dalberg                                   | Emmerich Joseph von Dalberg                                   | Emmerich Joseph von Dalberg                                   |  |  |                                          |                                          |                                          |                                          |                                          |                                          |  |  |  |  |  |  |  |  |  |  |  |  |  |  |  |  |  |  |  |  |  |  |  |  |  |  |
|                                                                    |                                                                    |                                                                    |                                                                    | Philipp von der Leyen (1766-1829)                                  | Philipp von der Leyen (1766-1829)                                  | Philipp von der Leyen (1766-1829) | Philipp von der Leyen (1766-1829) | Philipp von der Leyen (1766-1829)           | Philipp von der Leyen (1766-1829)           |                                             |                                             | Maria Sophie (1769-1834)                          | Maria Sophie (1769-1834)                    | Maria Sophie (1769-1834) | Maria Sophie (1769-1834) | Maria Sophie (1769-1834) | Maria Sophie (1769-1834) |  |  | Emmerich Joseph von Dalberg                                   | Emmerich Joseph von Dalberg                                   | Emmerich Joseph von Dalberg                                   | Emmerich Joseph von Dalberg                                   | Emmerich Joseph von Dalberg                                   | Emmerich Joseph von Dalberg                                   |  |  |                                          |                                          |                                          |                                          |                                          |                                          |  |  |  |  |  |  |  |  |  |  |  |  |  |  |  |  |  |  |  |  |  |  |  |  |  |  |
|                                                                    |                                                                    |                                                                    |                                                                    |                                                                    |                                                                    |                                   |                                   |                                             |                                             |                                             |                                             |                                                   |                                             |                          |                          |                          |                          |  |  |                                                               |                                                               |                                                               |                                                               |                                                               |                                                               |  |  |                                          |                                          |                                          |                                          |                                          |                                          |  |  |  |  |  |  |  |  |  |  |  |  |  |  |  |  |  |  |  |  |  |  |  |  |  |  |
| Amalie Theodora (1789-1870)                                        | Amalie Theodora (1789-1870)                                        | Amalie Theodora (1789-1870)                                        | Amalie Theodora (1789-1870)                                        | Amalie Theodora (1789-1870)                                        | Amalie Theodora (1789-1870)                                        |                                   |                                   | Erwein I (1798-1879) 2º Fürst von der Leyen | Erwein I (1798-1879) 2º Fürst von der Leyen | Erwein I (1798-1879) 2º Fürst von der Leyen | Erwein I (1798-1879) 2º Fürst von der Leyen | Erwein I (1798-1879) 2º Fürst von der Leyen       | Erwein I (1798-1879) 2º Fürst von der Leyen |                          |                          |                          |                          |  |  | Marie Louise Pelline (1813-1860)                              | Marie Louise Pelline (1813-1860)                              | Marie Louise Pelline (1813-1860)                              | Marie Louise Pelline (1813-1860)                              | Marie Louise Pelline (1813-1860)                              | Marie Louise Pelline (1813-1860)                              |  |  |                                          |                                          |                                          |                                          |                                          |                                          |  |  |  |  |  |  |  |  |  |  |  |  |  |  |  |  |  |  |  |  |  |  |  |  |  |  |
| Amalie Theodora (1789-1870)                                        | Amalie Theodora (1789-1870)                                        | Amalie Theodora (1789-1870)                                        | Amalie Theodora (1789-1870)                                        | Amalie Theodora (1789-1870)                                        | Amalie Theodora (1789-1870)                                        |                                   |                                   | Erwein I (1798-1879) 2º Fürst von der Leyen | Erwein I (1798-1879) 2º Fürst von der Leyen | Erwein I (1798-1879) 2º Fürst von der Leyen | Erwein I (1798-1879) 2º Fürst von der Leyen | Erwein I (1798-1879) 2º Fürst von der Leyen       | Erwein I (1798-1879) 2º Fürst von der Leyen |                          |                          |                          |                          |  |  | Marie Louise Pelline (1813-1860)                              | Marie Louise Pelline (1813-1860)                              | Marie Louise Pelline (1813-1860)                              | Marie Louise Pelline (1813-1860)                              | Marie Louise Pelline (1813-1860)                              | Marie Louise Pelline (1813-1860)                              |  |  |                                          |                                          |                                          |                                          |                                          |                                          |  |  |  |  |  |  |  |  |  |  |  |  |  |  |  |  |  |  |  |  |  |  |  |  |  |  |
| Charles Joseph Louis (1811-1869) 1º duque de Tascher de La Pagerie | Charles Joseph Louis (1811-1869) 1º duque de Tascher de La Pagerie | Charles Joseph Louis (1811-1869) 1º duque de Tascher de La Pagerie | Charles Joseph Louis (1811-1869) 1º duque de Tascher de La Pagerie | Charles Joseph Louis (1811-1869) 1º duque de Tascher de La Pagerie | Charles Joseph Louis (1811-1869) 1º duque de Tascher de La Pagerie |                                   |                                   | Príncipes de Leyen                          | Príncipes de Leyen                          | Príncipes de Leyen                          | Príncipes de Leyen                          | Príncipes de Leyen                                | Príncipes de Leyen                          |                          |                          |                          |                          |  |  | John Emerich Edward Dalberg-Acton (1834-1902) 11º Baron Acton | John Emerich Edward Dalberg-Acton (1834-1902) 11º Baron Acton | John Emerich Edward Dalberg-Acton (1834-1902) 11º Baron Acton | John Emerich Edward Dalberg-Acton (1834-1902) 11º Baron Acton | John Emerich Edward Dalberg-Acton (1834-1902) 11º Baron Acton | John Emerich Edward Dalberg-Acton (1834-1902) 11º Baron Acton |  |  |                                          |                                          |                                          |                                          |                                          |                                          |  |  |  |  |  |  |  |  |  |  |  |  |  |  |  |  |  |  |  |  |  |  |  |  |  |  |
| Charles Joseph Louis (1811-1869) 1º duque de Tascher de La Pagerie | Charles Joseph Louis (1811-1869) 1º duque de Tascher de La Pagerie | Charles Joseph Louis (1811-1869) 1º duque de Tascher de La Pagerie | Charles Joseph Louis (1811-1869) 1º duque de Tascher de La Pagerie | Charles Joseph Louis (1811-1869) 1º duque de Tascher de La Pagerie | Charles Joseph Louis (1811-1869) 1º duque de Tascher de La Pagerie |                                   |                                   | Príncipes de Leyen                          | Príncipes de Leyen                          | Príncipes de Leyen                          | Príncipes de Leyen                          | Príncipes de Leyen                                | Príncipes de Leyen                          |                          |                          |                          |                          |  |  | John Emerich Edward Dalberg-Acton (1834-1902) 11º Baron Acton | John Emerich Edward Dalberg-Acton (1834-1902) 11º Baron Acton | John Emerich Edward Dalberg-Acton (1834-1902) 11º Baron Acton | John Emerich Edward Dalberg-Acton (1834-1902) 11º Baron Acton | John Emerich Edward Dalberg-Acton (1834-1902) 11º Baron Acton | John Emerich Edward Dalberg-Acton (1834-1902) 11º Baron Acton |  |  |                                          |                                          |                                          |                                          |                                          |                                          |  |  |  |  |  |  |  |  |  |  |  |  |  |  |  |  |  |  |  |  |  |  |  |  |  |  |
| Ducs de Tascher de La Pagerie                                      | Ducs de Tascher de La Pagerie                                      | Ducs de Tascher de La Pagerie                                      | Ducs de Tascher de La Pagerie                                      | Ducs de Tascher de La Pagerie                                      | Ducs de Tascher de La Pagerie                                      |                                   |                                   |                                             |                                             |                                             |                                             |                                                   |                                             |                          |                          |                          |                          |  |  | Barons Acton                                                  | Barons Acton                                                  | Barons Acton                                                  | Barons Acton                                                  | Barons Acton                                                  | Barons Acton                                                  |  |  |                                          |                                          |                                          |                                          |                                          |                                          |  |  |  |  |  |  |  |  |  |  |  |  |  |  |  |  |  |  |  |  |  |  |  |  |  |  |